# 5705-ös mellékút (Magyarország)
Az 5705-ös mellékút egy aránylag rövid, kevesebb, mint 4 kilométeres hosszúságú, négy számjegyű mellékút Baranya vármegye dél-délkeleti részén. Korábban a dél-baranyai térség egyik fontos, négy várost, illetve városias települést is összekapcsoló útvonala, az 5701-es út azon részét képezte, amely Villány belterületén vezetett át; a város déli elkerülőjének átadása óta visel önálló útszámozást, s azóta lényegében csak Villány belső útjainak egyike.

## Nyomvonala
Villány keleti külterületei közt ágazik ki az 5701-es útból, kicsivel délebbre annak a Villány–Magyarbóly-vasútvonallal képezett különszintű keresztezésétől, illetve a Márokra vezető 57 105-ös számú mellékút kiágazásától, az út 14+350-es kilométerszelvénye közelében. Nyugat felé indul, de amint – mintegy 300 méter után – eléri a Villányhoz tartozó Virágos első házait, délebbi irányt vesz. A településrész központjában, kevéssel a 800-as méterszelvénye előtt beletorkollik dél-délkeleti irányból az 5702-es út, mely Mohács térségétől húzódik idáig, majd nagyjából az első kilométere után maga mögött hagyja Virágost.
Az 1+250-es kilométerszelvénye közelében szintben keresztezi a Középrigóc–Villány-vasútvonal és a Pécs–Mohács-vasútvonal közös szakaszát, majd kevesebb, mint 400 méter után eléri Villány belterületének első házait, melyek között a Damjanich utca nevet veszi fel. A központban egy kisebb iránytörése következik – a korábbi irányánál délebbnek fordul –, ugyanott kiágazik belőle az ellenkező irányban az 5707-es út, mely Újpetrére vezet. Települési neve a folytatásban Baross Gábor utca, így húzódik egészen a város délnyugati széléig, amit nagyjából 3,3 kilométer megtétele után hagy maga mögött. Kevéssel ezután véget is ér, visszatorkollva az 5701-es útba, annak a 18+500-as kilométerszelvényénél létesült körforgalmú csomópontjába.
Teljes hossza, az országos közutak térképes nyilvántartását szolgáló kira.gov.hu adatbázisa szerint 3,617 kilométer.

## Története
1934-ben a kereskedelem- és közlekedésügyi miniszter 70 846/1934. számú rendelete harmadrendű főúttá nyilvánította, a Máriagyűd-Virágos közti 634-es főút részeként. Később átszámozás révén a Bóly városát Villánnyal, Siklóssal és Harkánnyal összekötő 5701-es út része lett, s Villány déli elkerülőjének átadása óta visel önálló útszámozást, azóta tulajdonképpen csak a város egyik belső útjának tekinthető.